# 30439 Moe
30439 Moe è un asteroide della fascia principale. Scoperto nel 2000, presenta un'orbita caratterizzata da un semiasse maggiore pari a 2,4828239 UA e da un'eccentricità di 0,1129045, inclinata di 6,19424° rispetto all'eclittica.